# Aeroportul Guaymaral
Aeroportul Guaymaral (IATA: GAA, ICAO: SKGY) este un aeroport din Bogotá, Cundinamarca Department⁠(d), Columbia ce deservește zona Bogotá. Aeroportul a fost tranzitat în 2022 de 2.571 de pasageri.
Situat la o altitudine de 2.554 m, aeroportul dispune de o singură pistă. Este operat de Columbia.